# Красный Пахарь (Тверская область)
Красный Пахарь — деревня в Рамешковском районе Тверской области, сельское поселение Ильгощи. На начало 2008 года население 19 жителей.
Находится на автодороге «Кушалино — Горицы — Кашин», в 27 км от Кушалино, в 1 км от села Сутоки. К северу от деревни отходит автодорога «Красный Пахарь — Ильгощи — Волосково».

## История
Основана после 1861 года жителями села Сутоки и деревни Кромново. По данным 1893 года селение называлось поселок Гребенщиха. Здесь была харчевня на тракте «Кушалино — Горицы», поэтому некоторое время деревня называлась Харчевня. В 1918 году здесь создано коллективное хозяйство из 6 бедняцких семей, деревня стала называться Коммуна. В 1930 году был создан колхоз «Красный Пахарь», это название закрепилось и за деревней.

## Население
- По переписи 1989 года в деревне 18 жителей (7 мужчин и 11 женщин).
- В 1991 году — 9 дворов, 19 жителей, а также 6 дачных домов.
- В 1996 году — 10 хозяйств, 19 жителей.
- Перепись 2002 года показала 33 жителя (13 мужчин и 20 женщин).
- В 2008 году опять 19.

## Экономика
В окрестностях: животноводческая ферма колхоза «Ильич»
Производства/заводы:
1. До 19?? года — кирпичный
2. До 19?? года — сыроваренный

## Экология
Природное разнообразие: в окрестностях произрастают характерные для Тверской области растения. Традиционный приработок местного населения — продажа грибов и ягод, особенно черники, клюквы, брусники. Деревня окружена лесами, входящими в состав местного охотхозяйства.
В 6,5 километрах на север протекает одна из чистейших рек России — Медведица.